# لنز کانن ئی‌اف ۲۴–۱۰۵میلی‌متر
لنز کانن ئی‌اف ۲۴–۱۰۵میلی‌متر (به انگلیسی: Canon EF 24–105mm lens) نام لنز دوربین عکاسی از نوع زوم است که توسط شرکت کانن تولید می‌شود. فاصلهٔ کانونی این لنز ۲۴ تا ۱۰۵ میلی‌متر، دیافراگم آن دارای ۸ تیغه و ضریب اف آن اف ۴ تا اف ۲۲ است. این لنز در ۱ اکتبر ۲۰۰۵ میلادی تولید و عرضه شده‌است.